# Impulsmoment

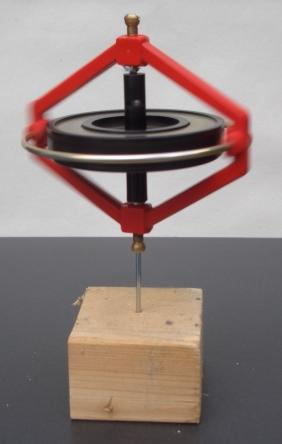
Deze gyroscoop blijft rechtop staan dankzij zijn impulsmoment

Het impulsmoment, ook draaimoment, draai-impuls, hoekmoment of angulair moment genoemd, is in de natuurkunde een maat voor de "hoeveelheid draaibeweging" van een voorwerp, net zoals impuls de "hoeveelheid beweging" van een voorwerp aangeeft. Het is voor rotaties het analogon van de impuls. Net als de impuls is het impulsmoment een behouden grootheid voor systemen die aan zichzelf zijn overgelaten.
Het impulsmoment kan omschreven worden als de mate waarin het object rotatie rond een bepaalde as voort zal zetten, zonder dat er een extern krachtmoment of koppel op wordt uitgeoefend. Als een puntmassa roteert rond een bepaalde draaias, is het impulsmoment het product van de massa van het voorwerp, de snelheid en de afstand - haaks op de snelheid - tot aan de as. De SI-eenheid voor het impulsmoment is daarom kilogram maal vierkante meter per seconde (kg·m2·s−1).
Het impulsmoment is een belangrijke grootheid in de natuurkunde, mede vanwege de wet van behoud van impulsmoment: het impulsmoment van een systeem blijft constant, zolang er geen extern moment op uitgeoefend wordt. Het moment (arm  maal kracht) is de afgeleide naar de tijd van het impulsmoment.

## Klassiek

### Definitie
In de klassieke mechanica is het impulsmoment {\displaystyle {\vec {L}}} van een deeltje ten opzichte van een punt (meestal de oorsprong {\displaystyle O}) gedefinieerd als het kruisproduct van de plaatsvector {\displaystyle {\vec {r}}} van het deeltje ten opzichte van dat punt en de impuls {\displaystyle {\vec {p}}} van het deeltje. In formule:
{\displaystyle {\vec {L}}={\vec {r}}\times {\vec {p}}}
De SI-eenheid voor het impulsmoment is newton maal meter maal seconde (N·m·s) oftewel kilogram maal vierkante meter per seconde (kg·m2·s−1). Vanwege het kruisproduct is {\displaystyle {\vec {L}}} een pseudovector die loodrecht staat op zowel de plaatsvector {\displaystyle {\vec {r}}} als op de impulsvector {\displaystyle {\vec {p}}}.
Voor een samenstel van massapunten met plaatsvectoren {\displaystyle ({\vec {r_{i}}})} ten opzichte van een vast punt, en impulsen {\displaystyle ({\vec {p_{i}}})}, is het impulsmoment de som van de afzonderlijke impulsmomenten. In formule:
{\displaystyle {\vec {L}}=\sum _{i}{\vec {r_{i}}}\times {\vec {p_{i}}}}
Analoog geldt voor een lichaam met massaverdeling {\displaystyle \rho }:
{\displaystyle {\vec {L}}=\iiint _{V}\rho ({\vec {r}}){\vec {r}}\times {\dot {\vec {r}}}\mathrm {d} V}
Het impulsmoment is een analogon voor de wetten van Newton voor draaiende voorwerpen. Het is een hulpmiddel om te berekenen hoe een draaiend voorwerp zal reageren op een externe kracht. Normaal gesproken veroorzaken krachten een beweging (versnelling) in dezelfde richting als de kracht. Bij draaiende voorwerpen gebeurt dat ook, maar het resultaat is niet altijd intuïtief. Een tol die draait op een gladde vloer, kan men niet doen omvallen: ze gaat een horizontale draaibeweging rondom een denkbeeldige as maken. Om deze beweging gemakkelijk te kunnen berekenen, heeft men het krachtmoment en het impulsmoment gedefinieerd als varianten op lineaire kracht en impuls.
Een eenvoudig geval verduidelijkt de begrippen kracht- en impulsmoment. Twee puntmassa's, {\displaystyle m_{1}} en {\displaystyle m_{2}}, waarop respectievelijk krachten {\displaystyle F_{1}} en {\displaystyle F_{2}} werken, draaien gezamenlijk om een middelpunt, op afstanden respectievelijk {\displaystyle r_{1}} en {\displaystyle r_{2}}. Bijvoorbeeld een (gewichtloze) draaimolen met twee kinderen. Bij een verdraaiing over een kleine hoek {\displaystyle {\rm {d}}\varphi } is de verrichte arbeid:
{\displaystyle {\rm {d}}W=F_{1}{\rm {d}}s_{1}+F_{2}{\rm {d}}s_{2}=m_{1}a_{1}r_{1}{\rm {d}}\varphi +m_{2}a_{2}r_{2}{\rm {d}}\varphi }
Daarin zijn {\displaystyle a_{1}} en {\displaystyle a_{2}} de respectievelijke versnellingen van de puntmassa's. De hoekversnelling {\displaystyle {\vec {\alpha }}} is een vector evenwijdig aan de draaias, met grootte
{\displaystyle \alpha ={\frac {a_{1}}{r_{1}}}={\frac {a_{2}}{r_{2}}}}
Daarmee kan voor de arbeid geschreven worden als:
{\displaystyle {\rm {d}}W=m_{1}\alpha r_{1}^{2}{\rm {d}}\varphi +m_{2}\alpha r_{2}^{2}{\rm {d}}\varphi }
In draaiende voorwerpen verandert de richting van de puntmassa's voortdurend en ook de kracht verandert voortdurend van richting. Daarnaast maken de puntmassa's samen deel uit van het draaiende voorwerp, maar reageren ze ieder anders op de kracht. Om het voorbeeld van de draaimolen aan te houden: als de kinderen tegenover elkaar zitten, beweegt het ene kind naar links als het andere kind naar rechts beweegt. Verder werken externe krachten vaak op het hele draaiende systeem, terwijl de puntmassa's in het systeem ieder anders reageren op de kracht. Op een wip of een balans  werkt de zwaartekracht, die in het hele systeem naar beneden is gericht, terwijl een van beide massa's juist omhoog beweegt.
Om draaiende voorwerpen als geheel te beschouwen zijn krachtmoment en impulsmoment afgeleid van kracht en impuls.
Het krachtmoment is
{\displaystyle {\overrightarrow {M}}={\vec {r}}\times {\vec {F}}}
Daarin is:
{\displaystyle {\overrightarrow {M}}} het moment, uitgedrukt in newton·meter (Nm)
{\displaystyle {\vec {F}}} de kracht die op het voorwerp werkt.
{\displaystyle {\vec {r}}} de afstand van de kracht tot het draaipunt. De lengte wordt uitgedrukt in meter (m).
Simpel gezegd, geeft een krachtmoment aan een puntmassa {\displaystyle m} een hoekversnelling {\displaystyle \alpha } rondom een middelpunt op afstand {\displaystyle r}:
{\displaystyle {\vec {M}}={\vec {r}}\times {\vec {F}}={\vec {r}}\times (mr{\vec {\alpha }})}
(net zoals een lineaire kracht aan een massa een lineaire versnelling geeft).
De werking van het krachtmoment komt tot uiting bij hefbomen. Twee krachtmomenten heffen elkaar op wanneer ze gelijk, maar tegengesteld aan elkaar zijn. Het krachtmoment is gerelateerd aan de wet van behoud van arbeid. Een kracht die werkt op een grotere afstand van het draaipunt, zal een grotere arbeid teweegbrengen, waardoor het makkelijker is om de hefboom (of wip e.d.) te laten draaien. Bij een wip in evenwicht zijn er twee tegengestelde krachtmomenten, die elkaar opheffen zonder dat er arbeid plaatsvindt. Het grote verschil tussen krachtmoment en arbeid is dat het krachtmoment een vector is in de richting van de draaias, terwijl arbeid een scalaire grootheid is.
Een draaiend voorwerp kan benaderend beschreven worden als een verzameling puntmassa's {\displaystyle m_{i}} op afstand {\displaystyle r_{i}} van de draai-as. Om een voorwerp een hoekversnelling {\displaystyle \alpha } te geven, is het volgende krachtmoment nodig:
{\displaystyle M=\sum _{i}m_{i}r_{i}\|{\vec {r_{i}}}\times {\vec {\alpha }}\|=\sum _{i}m_{i}r_{i}^{2}\alpha =I\alpha },
met {\displaystyle I} het traagheidsmoment:
{\displaystyle I=\sum _{i}m_{i}r_{i}^{2}}
Zodra een voorwerp eenmaal draait, heeft het een impulsmoment. Het impulsmoment {\displaystyle {\vec {L}}} is een maat voor de hoeveelheid draaiing in een systeem:
{\displaystyle {\vec {L}}=I{\vec {\omega }}}
De richting van het impulsmoment is gelijk aan de richting van de rotatieas.

### Verband met krachtmoment
Vanuit de formules is heel duidelijk te zien dat krachtmoment en impulsmoment net zo aan elkaar gerelateerd zijn als kracht en impuls. Het krachtmoment is de afgeleide van impulsmoment.
Als de arm (hieronder {\displaystyle {\vec {r}}}) niet in de tijd verandert, is de tijdsafgeleide (snelheid van verandering) van het impulsmoment ({\displaystyle {\vec {L}}}) het krachtmoment ({\displaystyle {\vec {M}}}):
{\displaystyle {\frac {\rm {d}}{{\rm {d}}t}}{\vec {L}}={\vec {r}}\times {\frac {\rm {d}}{{\rm {d}}t}}{\vec {p}}={\vec {r}}\times {\vec {F}}={\overrightarrow {M}}}
want
{\displaystyle {\vec {F}}={\frac {{\rm {d}}{\vec {p}}}{{\rm {d}}t}}}
met
{\displaystyle {\vec {r}}} de positievector van het aangrijpingspunt van de kracht. De lengte wordt uitgedrukt in meter (m).
{\displaystyle {\vec {F}}} de krachtvector die op het voorwerp werkt. De grootte ervan wordt uitgedrukt in newton (N)
{\displaystyle {\vec {M}}} het (kracht)moment, uitgedrukt in newton·meter (Nm).
Het impulsmoment verandert dus wanneer er een externe kracht op het draaiende voorwerp werkt. Op een draaiende tol op een gladde vloer werkt de zwaartekracht. De zwaartekracht werkt op het massamiddelpunt op afstand {\displaystyle R} van het draaipunt (de onderkant van de tol). Hierdoor ontstaat een krachtmoment loodrecht op de zwaartekracht, in horizontale richting. Dit heeft tot gevolg dat de draai-as zich horizontaal verplaatst. Doordat de draai-as van richting verandert, verandert ook het krachtmoment van richting. Hierdoor maakt de draai-as van de tol een draaibeweging evenwijdig aan de zwaartekracht. Dit heet tollen of precessie.

### Baanimpulsmoment en spinimpulsmoment
Vaak is het handig om het impulsmoment van een verzameling van deeltjes te beschouwen rond hun massamiddelpunt, omdat dat de wiskunde aanzienlijk vereenvoudigt. Het impulsmoment van een verzameling van deeltjes is de som van de impulsmomenten van de afzonderlijke deeltjes:
{\displaystyle {\vec {L}}=\sum _{i}{\vec {R}}_{i}\times m_{i}{\vec {V}}_{i}}
waarbij {\displaystyle {\vec {R}}_{i}} de voerstraal van een deeltje {\displaystyle i} tot het referentiepunt is en {\displaystyle m_{i}} en {\displaystyle {\vec {V}}_{i}} respectievelijk de massa en de snelheid zijn van dat deeltje. Het massamiddelpunt {\displaystyle {\vec {R}}_{mm}} wordt gedefinieerd als:
{\displaystyle {\vec {R}}_{mm}={\frac {1}{M}}\sum _{i}m_{i}{\vec {R}}_{i}}
waarbij {\displaystyle M} de som is van de massa's van alle deeltjes. Hieruit volgt dat de snelheid van het massamiddelpunt gelijk is aan:
{\displaystyle {\vec {V}}_{mm}={\frac {1}{M}}\sum _{i}m_{i}{\vec {V}}_{i}}
De resterende beweging kan beschreven worden ten opzichte van het massamiddelpunt. Daartoe definieert men {\displaystyle {\vec {r}}_{i}} als de voerstraal van deeltje {\displaystyle i} tot het massamiddelpunt en {\displaystyle {\vec {v}}_{i}} als de snelheid van deeltje {\displaystyle i} ten opzichte van het massamiddelpunt. Dan is:
{\displaystyle {\vec {R}}_{i}={\vec {R}}_{mm}+{\vec {r}}_{i}\quad } en {\displaystyle \quad {\vec {V}}_{i}={\vec {V}}_{mm}+{\vec {v}}_{i}}
en ook:
{\displaystyle \sum _{i}m_{i}{\vec {r}}_{i}=0\quad } en {\displaystyle \quad \sum _{i}m_{i}{\vec {v}}_{i}=0}
zodat het totale impulsmoment gelijk is aan:
{\displaystyle {\vec {L}}=\sum _{i}({\vec {R}}_{mm}+{\vec {r}}_{i})\times m_{i}({\vec {V}}_{mm}+{\vec {v}}_{i})=({\vec {R}}_{mm}\times M{\vec {V}}_{mm})+\left(\sum _{i}{\vec {r}}_{i}\times m_{i}{\vec {v}}_{i}\right)}
De eerste term is het impulsmoment van het massamiddelpunt ten opzichte van het referentiepunt en wordt ook wel het baanimpulsmoment of orbitaalimpulsmoment genoemd. Het is hetzelfde impulsmoment dat verkregen wordt als er slechts één deeltje met massa {\displaystyle M} en snelheid {\displaystyle {\vec {V}}_{mm}} zou zijn, geplaatst in het massamiddelpunt. De tweede term is het impulsmoment dat ontstaat ten gevolge van de spin (rotatie) van de deeltjes rond hun gezamenlijke massamiddelpunt, en wordt ook wel het spinimpulsmoment genoemd. Deze spin moet niet verward worden met de kwantummechanische spin. De kwantummechanische spin is de spin van een elementair deeltje en is een intrinsiek impulsmoment, het is geen samenstelling van de impulsmomenten van nog kleinere deeltjes. De klassieke spin is echter de som over alle (oneindig kleine) delen van het object van de orbitaalimpulsmomenten ten opzichte van het zwaartepunt van het object.

### Vaste rotatieas
Voor veel toepassingen waarbij men alleen te doen heeft met een rotatie rond één as, is het voldoende om de aard van pseudovector van het impulsmoment even weg te denken en het te behandelen als een scalair die positief is als het correspondeert met een rotatie tegen de klok in en negatief is als het correspondeert met een rotatie met de klok mee. Het impulsmoment wordt nu:
{\displaystyle L=r\,p\,\sin \vartheta _{r,p}}
waarin {\displaystyle \vartheta _{r,p}} de hoek is tussen {\displaystyle {\vec {r}}} en {\displaystyle {\vec {p}}}, gemeten van {\displaystyle {\vec {r}}} tot {\displaystyle {\vec {p}}}.
Bij een object met een vaste massa dat roteert om een vaste symmetrieas wordt het impulsmoment uitgedrukt als het product van het traagheidsmoment {\displaystyle I} van het object (om die as) en de hoeksnelheid {\displaystyle \omega }:
{\displaystyle L=I\omega }
Neemt het traagheidsmoment van het lichaam af door contractie (bijv: een balletdanser die armen en benen dichter langs zijn rotatie-as legt), dan neemt de hoeksnelheid toe omdat de L constant moet blijven.

## Impulsmoment in de relativistische mechanica
In de  moderne theoretische fysica (van het eind van de 20e eeuw) wordt het impulsmoment beschreven met een ander formalisme. Bij dit formalisme is het impulsmoment de tweevormige Noether-lading die geassocieerd wordt met rotatie-invariantie. Ten gevolge hiervan blijft het impulsmoment niet behouden voor algemeen gekromde ruimtetijden, tenzij het asymptotisch rotatie-invariant blijkt te zijn. Voor een systeem van puntdeeltjes zonder intrinsiek hoekmoment is dan het impulsmoment:
{\displaystyle \sum _{i}{\vec {r}}_{i}\wedge {\vec {p}}_{i}}
- Zie ook de stelling van Noether

## Impulsmoment in de kwantummechanica
In de kwantummechanica is het impulsmoment gekwantiseerd. Dat betekent dat het niet continu kan variëren, maar alleen in kwantumsprongen bepaalde toegestane waarden kan aannemen. Het impulsmoment van een subatomair deeltje ten gevolge van zijn beweging door de ruimte (het orbitaalimpulsmoment) is altijd een veelvoud van {\displaystyle \hbar }, de constante van Planck {\displaystyle h} gedeeld door {\displaystyle 2\pi }. Tevens laten experimenten zien dat subatomaire deeltjes ook een permanent, ingebouwd impulsmoment vertonen dat geen gevolg is van hun beweging door de ruimte. Dit impulsmoment, dat spin wordt genoemd, is (in tegenstelling tot de klassieke spin) niet de som van de orbitaalimpulsmomenten waaruit het deeltje opgebouwd zou zijn en heeft daarom geen klassiek equivalent. De spin komt voor in veelvouden van {\displaystyle \hbar /2}. Een elektron in rust heeft bijvoorbeeld een impulsmoment van {\displaystyle \hbar /2}. Zie spin voor meer informatie hierover.
De klassieke definitie van het impulsmoment, {\displaystyle {\vec {L}}={\vec {r}}\times {\vec {p}}}, hangt af van zes variabelen: {\displaystyle r_{x}}, {\displaystyle r_{y}}, {\displaystyle r_{z}}, {\displaystyle p_{x},\ p_{y}}, en {\displaystyle p_{z}}. Als dit vertaald wordt naar een kwantummechanisch systeem, zegt de onzekerheidsrelatie van Heisenberg dat het onmogelijk is dat deze waarden alle zes  tegelijkertijd welbepaald kunnen zijn. Daarom zitten er limieten aan wat men kan weten of meten van het impulsmoment van een deeltje. Het beste dat men kan doen is tegelijkertijd zowel de grootte van de impulsmomentvector als zijn component langs één as meten.
Wiskundig gezien wordt het impulsmoment in de kwantummechanica gedefinieerd op basis van de impuls en dus niet als een grootheid maar als een operator die werkt op de golffunctie:
{\displaystyle {\vec {L}}={\vec {r}}\times {\vec {p}}},
waarin {\displaystyle {\vec {r}}} en {\displaystyle {\vec {p}}} respectievelijk de plaats- en de impulsoperator zijn. Voor één enkel deeltje zonder elektrische lading en zonder spin geldt dat de impulsmomentoperator in de plaatsbasis geschreven kan worden als:
{\displaystyle {\vec {L}}=-i\hbar ({\vec {r}}\times \nabla )},
met {\displaystyle \nabla } de nablaoperator. In deze vorm wordt de impulsmomentoperator meestal gebruikt, maar het is niet de meest algemene. Hij heeft de volgende eigenschappen:
{\displaystyle [L_{i},L_{j}]=i\hbar \varepsilon _{ijk}L_{k}}
{\displaystyle \left[L_{i},L^{2}\right]=0}
En hij commuteert met de hamiltoniaan van zo’n deeltje zonder lading en spin:
{\displaystyle [L_{i},H]=0}
Voor het oplossen van een probleem met sferische symmetrie in bolcoördinaten wordt het impulsmoment in de ruimte weergegeven als:
{\displaystyle {\frac {-1}{\hbar ^{2}}}L^{2}={\frac {1}{\sin \vartheta }}{\frac {\partial }{\partial \vartheta }}\left(\sin \vartheta {\frac {\partial }{\partial \vartheta }}\right)+{\frac {1}{\sin ^{2}\vartheta }}{\frac {\partial ^{2}}{\partial \varphi ^{2}}}}
De eigenwaarden van deze operator zijn:
{\displaystyle L^{2}\,|l,m\rangle =\hbar ^{2}l(l+1)\,|l,m\rangle }
{\displaystyle L_{z}\,|l,m\rangle =\hbar m\,|l,m\rangle },
waarbij
{\displaystyle \langle \vartheta ,\varphi |l,m\rangle =Y_{l,m}(\vartheta ,\varphi )}
de sferische harmonischen zijn.

## Impulsmoment in deelektrodynamica
Als de beweging van een geladen deeltje wordt beschreven in de aanwezigheid van een elektromagnetisch veld, is de kinetische impuls {\displaystyle {\vec {p}}} niet ijkinvariant. Ten gevolge hiervan is ook het canonieke impulsmoment {\displaystyle {\vec {L}}={\vec {r}}\times {\vec {p}}} niet ijkinvariant. In plaats daarvan wordt de impuls die fysisch is, de zogenoemde canonieke impuls:
{\displaystyle {\vec {p}}-{\frac {e{\vec {A}}}{c}}},
waarin {\displaystyle e} de elektrische lading is, {\displaystyle c} de lichtsnelheid en {\displaystyle A} de magnetische vectorpotentiaal. Zo wordt dan bijvoorbeeld de (ijkinvariante) hamiltoniaan {\displaystyle H} van een geladen deeltje met massa {\displaystyle m} in een elektromagnetisch veld:
{\displaystyle H={\frac {1}{2m}}\left({\vec {p}}-{\frac {e{\vec {A}}}{c}}\right)^{2}+e\phi },
waarin {\displaystyle \phi } de elektrische potentiaal is. Deze Hamiltoniaan geeft de lorentzkrachtwet. Het ijkinvariante impulsmoment, of kinetische impulsmoment, wordt gegeven door:
{\displaystyle K={\vec {r}}\times \left({\vec {p}}-{\frac {e{\vec {A}}}{c}}\right)}